# أنتونيو أوليفيرا
أنتونيو أوليفيرا (بالبرتغالية: António Oliveira)، من مواليد 10 يونيو 1952 في بينافيل في البرتغال، لاعب كرة قدم برتغالي سابق، ومدرب كرة قدم برتغالي سابق.
لعب مع منتخب البرتغال لكرة القدم بين عامي 1974 وحتى عام 1983، وشارك معهم في 24 مباراة وسجل 7 أهداف.
درب منتخب البرتغال لكرة القدم في عام 1994 حتى عام 1996، وعاد إلى تدريبهم في عام 2000 وحتى عام 2002.

## مسيرته الكروية
لعب أنتونيو أوليفيرا خلال مسيرته الاحترافية مع 5 أندية في سبعة عشر موسمًا وسجل خلالها 108 هدف ضمن 305 مباراة. حيث فاز في موسمين بالكأس وفي ثلاثة مواسم بالدوري.
خاض أنتونيو أوليفيرا مسيرته مع نادي بورتو في موسم 1970–71 ليلعب معه عشرة مواسم، مشاركًا في 200 مباراة سجل خلالها 70 هدف. ثم انتقل إلى نادي بينفايل في موسم 1980–81 لمدة موسم واحد، حيث شارك في 22 مباراة سجل خلالها 10 أهداف. لينتقل بعدها إلى نادي سبورتينغ لشبونة في موسم 1981–82 ليلعب معه أربعة مواسم، مشاركًا في 66 مباراة سجل خلالها 27 هدفًا. ثم انتقل إلى نادي ماريتيمو في موسم 1985–86 لمدة موسم واحد، مشاركًا في 7 مباريات ولم يسجل أي هدف.

## روابط خارجية
- أنتونيو أوليفيرا على موقع قاعدة بيانات كرة القدم.إي يو (الإنجليزية)
- أنتونيو أوليفيرا على موقع ناشيونال فوتبول تيمز (الإنجليزية)
- أنتونيو أوليفيرا على موقع كووورة